# Ava (Illinois)
Ava è un comune degli Stati Uniti d'America, situato in Illinois, nella Contea di Jackson.